# Ros Serey Sothea
 (mai 2022).
La mise en forme du texte ne suit pas les recommandations de Wikipédia : il faut le « wikifier ».
Les points d'amélioration suivants sont les cas les plus fréquents. Le détail des points à revoir est peut-être précisé sur la page de discussion.
- Les titres sont pré-formatés par le logiciel. Ils ne sont ni en capitales, ni en gras.
- Le texte ne doit pas être écrit en capitales (les noms de famille non plus), ni en gras, ni en italique, ni en « petit »…
- Le gras n'est utilisé que pour surligner le titre de l'article dans l'introduction, une seule fois.
- L'italique est rarement utilisé : mots en langue étrangère, titres d'œuvres, noms de bateaux, etc.
- Les citations ne sont pas en italique mais en corps de texte normal. Elles sont entourées par des guillemets français : « et ».
- Les listes à puces sont à éviter, des paragraphes rédigés étant largement préférés. Les tableaux sont à réserver à la présentation de données structurées (résultats, etc.).
- Les appels de note de bas de page (petits chiffres en exposant, introduits par l'outil «  Source ») sont à placer entre la fin de phrase et le point final[comme ça].
- Les liens internes (vers d'autres articles de Wikipédia) sont à choisir avec parcimonie. Créez des liens vers des articles approfondissant le sujet. Les termes génériques sans rapport avec le sujet sont à éviter, ainsi que les répétitions de liens vers un même terme.
- Les liens externes sont à placer uniquement dans une section « Liens externes », à la fin de l'article. Ces liens sont à choisir avec parcimonie suivant les règles définies. Si un lien sert de source à l'article, son insertion dans le texte est à faire par les notes de bas de page.
- La présentation des références doit suivre les conventions bibliographiques. Il est recommandé d'utiliser les modèles {{Ouvrage}}, {{Chapitre}}, {{Article}}, {{Lien web}} et/ou {{Bibliographie}}. Le mode d'édition visuel peut mettre en forme automatiquement les références.
- Insérer une infobox (cadre d'informations à droite) n'est pas obligatoire pour parachever la mise en page.

Pour une aide détaillée, merci de consulter Aide:Wikification.
Si vous pensez que ces points ont été résolus, vous pouvez retirer ce bandeau et améliorer la mise en forme d'un autre article.
Ros Serey Sothea (en khmer រស់ សេរីសុទ្ធា ou plus correctement រស់ សិរីសុទ្ធា) une chanteuse cambodgienne née à Battambang en 1948. Arrêtée puis déportée par le régime des Khmers rouges, elle disparaît en 1975 et meurt pendant le Kampuchéa démocratique,.
Figure majeure de la musique populaire cambodgienne, elle a été nommée « Voix d'or de la capitale royale » par le prince Norodom Sihanouk.

## Biographie

### Enfance
Ros Serey Sothea est née en 1948 dans la province de Battambang d'un père nommé Ros Bun et d'une mère nommée Nath Samien. Elle a grandi dans une famille modeste de cinq enfants. Sa sœur ainée est l'activiste Ros Saboeut.
Dans le documentaire "Don't Think I've Forgotten", l'enfance de Sothea s'est révélée difficile.
Sothea a grandi en étant illettrée, elle a du vendre des escargots dans les rues de Battambang.

### Carrière musicale
À Phnom Penh, elle adopte le pseudonyme de Ros Serey Sothea et devient chanteuse pour le service de la radio nationale, exécutant d'abord des duos avec Im Song Seurm. Son premier hit, "Stung Khieu (Rivière bleue)" est apparu en 1967 et elle est rapidement devenue populaire à travers le Cambodge, en particulier pour sa voix haute et claire. Finalement, elle est devenue une partenaire régulière de Sinn Sisamouth, le chanteur leader de l'époque, ce qui a donné lieu à de nombreux enregistrements en duo populaires. Elle a également collaboré avec d'autres chanteurs éminents de l'époque comme Pen Ran, Huoy Meas et Sos Mat, tout en maintenant une carrière solo active.
Les chansons romantiques resteront ses œuvres les plus attachantes d'après la population. Elle était souvent sollicitée par les réalisateurs pour interpréter des chansons dans leurs films. La collaboration de Sothea avec l'industrie cinématographique cambodgienne est inestimable pour identifier plus de 250 films perdus sous le régime des Khmers rouges. Sothea n'a jamais chanté sous une seule maison de disques et gagnait modestement sa vie en tant que musicienne. Elle a été reconnue comme un trésor national et a été honorée par le chef de l'État Norodom Sihanouk du titre royal de 'Preah Reich Theany Somlang Meas', la "Reine à la voix d'or" (parfois traduite par "Voix d'or de la capitale royale"). Pendant la guerre civile cambodgienne au début des années 1970, Sothea s'est impliquée dans l'armée de la République khmère et a enregistré des chansons patriotiques soutenant la position de la République contre les insurgés khmers rouges. Sa carrière se poursuivra jusqu'à ce que les Khmers rouges prennent Phnom Penh en avril 1975.

## Héritage
Peu de traces de la vie et de l’œuvre de Ros Serey Sothea ont survécu à la purge des Khmers rouges et à la détérioration naturelle en climat tropical. Des rééditions sont produites à partir des vinyles conservés par des collectionneurs.
Ros Saboeut, sa sœur ainée, a rassemblé de nombreux musiciens et groupes du pays pour faire revivre le rock cambodgien.
En 1996 sort la compilation Cambodian Rocks de 22 chansons de rock psychédélique et garage rock cambodgien de la fin des années 1960 et du début des années 1970 parmi lesquelles plusieurs sont interprétées chantées par Ros Serey Sothea, les autres l'étant par Yol Aularong, Sinn Sisamouth, Pan Ron, Liev Tuk...
Le groupe californien Dengue Fever, inspiré par la musique cambodgienne, reprend de nombreux titres de Ros Serey Sothea.
En 2014 sort le documentaire Don't Think I've Forgotten, dans lequel on apprend qu'à son arrivée à Phnom Penh et au début de sa carrière nationale, Ros Serey Sothea a eu une relation amoureuse et s'est marié avec son partenaire de chant Sos Mat. Jaloux de sa carrière fulgurante et des hommes qui venaient l'admirer en concerts, Sos Mat serait devenu violent, entrainant Ros Serey Sothea à demander le divorce.
La seule trace vidéo connue à ce jour de la chanteuse est une apparition dans un clip de promotion de l'armée de la République Khmère. Dans ce clip, elle est présentée comme une parachutiste enrôlée dans les troupes de Lon Nol.

## Discographie
Pendant sa carrière, Ros Serey Sothea a enregistré plus de 100 chansons.

### Rock
- "Chnam Oun Dop-Pram Muy" ឆ្នាំអូន១៦ (I'm 16)
- "Cry Loving Me"
- "Don't Be Mad"
- "Hair Cut, Hair Cut"
- "Have You Seen My Love"
- "I'm So Shy"
- "Phey! Phey!" (Scared! Scared!)
- "Since When You Knew Me"
- "Wait Ten Months"
- "Wicked Husband"
- "Mdeth gall daltarm kyum?" (Why do you follow me?)
- "Klein jurp nersa" (The fragrant that lasts with me)
- "Rom Woolly Bully"
- "Bong Srolań Oun Ponman Der" (Tell Me How Much You Love Me)
- "Po Pruk Po Lngeach"
- "Penh Chet Tae Bong Muoy"

### Romvong
- "Kaduk Dol Heuy"
- "Komping Puoy"
- "Rolum Saen Kraw"
- "Sarika Keo Kauch"

### Saravann
- "Sra Myoj Gew" (One Shot)

### Slow
- "Bopha Akasajal"
- "Jomno Pailin"
- "Kom Plich Oun Na"
- "New Year's Eve"
- "Pink Night"
- "Pga Reige Leu Maik"
- "Pruos Reing Awej?"
- "Lort sene duong chan"
- "Chross O'yadao"
- "Somnerng Bopha prey phnom" (songs of the jungle girl)
- "Sralmall sene khyum" (Shadow of my love)
- "Chmreing sene khyum" (Story of my love)
- "Alay bong cher net" (Always misses you)
- "Teurk hoe teu" (river flow)
- "Bong ban sonyah" (You've promise)
- "Soum ros khbere bong"
- "Oun soum angvall" (I beg of you)
- "Oun neul tharl rong jum" (I will still wait)
- "Complete men ban" (Can't forget)
- "Oun smak bong smoss"
- "Oun sralnane bong nas" (I love you so much)
- "San nuk alay"
- "Men gor sralane bong" (I shouldn't love you)
- "Chup sralane men ban" (Can't stop loving you)
- "Jum neu tharl jum"
- "Oun jum bong cher neth"
- "Pros bondoll chiet"
- "Kum keng oun na bong"
- "Rom cha cha cha"
- "Jum loss sone"
- "Bong tvere eouy oun yume" (You made me cry)
- "Yume samrapp thngay ness"
- "Sall anosaovary"
- "Lane khume teu" (Let me go)
- "Bondam stung keiv"
- "Reastrei buth sene" (Missing lover of the night)
- "Pkah orchid"
- "Auh! seneha khyume"
- "Verjah boross" (The word of men)
- "Popol gomah"
- "Prote svamei"
- "Oun soum phneu chheung"
- "San klotpsa"
- "Chhba mon reing khyum"
- "Norok lokei" (The sin of man)
- "Ahso kasalmerlerr"
- "Rolok songka therm svamei"
- "Thmnorng leakina"
- "Thgnay lett oun sralnoss" (When sunset, I miss u)
- "Tropeang Peay"
- "San chok chem"
- "Pathchere sralnoss"
- "Gonsan nisei"
- "Machass sene oun"
- "Chmreing avasane"
- "Konsaeng Krohom" (Red Scarf)
- "Chomrieng Teav Ek" (The Only Teav Song)
- "Veal Srey Sronoh"
- "S'aek on lea bang haeuy" ស្អែកអូនលាបងហើយ (Demain nous devrons nous dire adieu)[6]

### Duos
Avec Sinn Sisamouth
- "Ae Na Promajarey"
- "Bos Choong"
- "Chom Chait Pesaey"
- "Chor Louch Jet"
- "Have a Caramel"
- "Jong ban pka avey?" ("What flower do you want?")
- "Kay Tha Kyom Jass"
- "Konarb snaeha" ("Love poem")
- "Komnoch veyo"
- "Pneik Kmohuoch"
- "Nao Tae Srolan
- "Oh! snaeha euy!" ("Oh! Love...")
- "Oun Rom Som Tae"
- "Sronos Oh Jrov"
- "Soniya 3 Tngai" (A Promise for 3 Days)
- "Tesepheap Prolim"
- "Tiev Euy Srey Tiev"
- "Tmor Kol Sromol Snae"
- "Tok Bong Om Skat"
- "Yaop Yun Thun Trojeak"
- "Yerng Kom Plich Knear"

Autres
- Kmao Euy Kmao (Em Song Seum-1972)
- Komloss Kromum Heu Ha (Em Song Seum-1972)
- Komloss Kromum Srok Srae
- Hann Pnal Da Ey (Eng Nary)
- Soll Tae Card
- Pka Sarai